# Rafael Orono
Rafael Orono est un boxeur vénézuélien né le 30 août 1958 à Pantono.

## Carrière
Passé professionnel en 1979, il devient le premier champion du monde des poids super-mouches WBC le 2 février 1980 après sa victoire aux points contre Lee Seung-hoon. Après trois défenses victorieuses, Orono s'incline face à Kim Chul-ho le 24 janvier 1981. Il redevient champion WBC de la catégorie le 28 novembre 1982 en prenant sa revanche contre Kim mais le perd définitivement (après trois nouveaux succès) contre Payao Poontarat le 27 novembre 1983. Il met un terme à sa carrière en 1988 sur un bilan de 32 victoires, 7 défaites et 2 matchs nuls.